# Vasco Pratolini
Vasco Pratolini (19. října 1913 Florencie – 12. ledna 1991 Řím) byl italský spisovatel a filmový scenárista, vůdčí představitel neorealismu.
Pocházel z chudé rodiny, pracoval jako číšník a prodavač a vzdělání získal samostudiem, v letech 1935 až 1937 se léčil s tuberkulózou. K literární tvorbě ho přivedl Elio Vittorini. V roce 1938 založil časopis Campo di Marte, který byl záhy zakázán fašistickou cenzurou. Za druhé světové války byl aktivní v levicovém odbojovém hnutí. Po válce pracoval v Římě jako novinář a úředník ministerstva školství. Jako scenárista spolupracoval s Robertem Rossellinim (Paisá), Lucianem Emmerem (Nejkrásnější okamžik), Luchinem Viscontim (Rocco a jeho bratři) a Nannim Loyem (Čtyři dny v Neapoli).
Svoji debutovou básnickou sbírku vydal v roce 1941, později se zaměřil na realistickou prózu popisující život městské chudiny v kontextu italského politického dění. Jeho nejvýznamnějším dílem je románová kronika Una storia italiana; její první díl nazvaný Metello vyšel i v českém překladu, stejně jako příběh z období nástupu fašismu v Itálii Ulička chudých milenců a humoristický román Děvčata ze Sanfrediana. Jeho knihy jsou známé také z adaptací: Valerio Zurlini zfilmoval Děvčata ze Sanfrediana (1955) a Rodinnou kroniku (1962), Pasquale Festa Campanile Stálost rozumu (1964) a Mauro Bolognini Metella (1970). Franco Rossi natočil v roce 1987 televizní seriál Lo scialo. Sovětský skladatel Kirill Molčanov složil na motivy Pratoliniho díla operu Via del Corno.
Získal ocenění Premio Viareggio (1955) a Premio Feltrinelli (1957). Třikrát byl nominován na Nobelovu cenu.